# Projet Maitréya

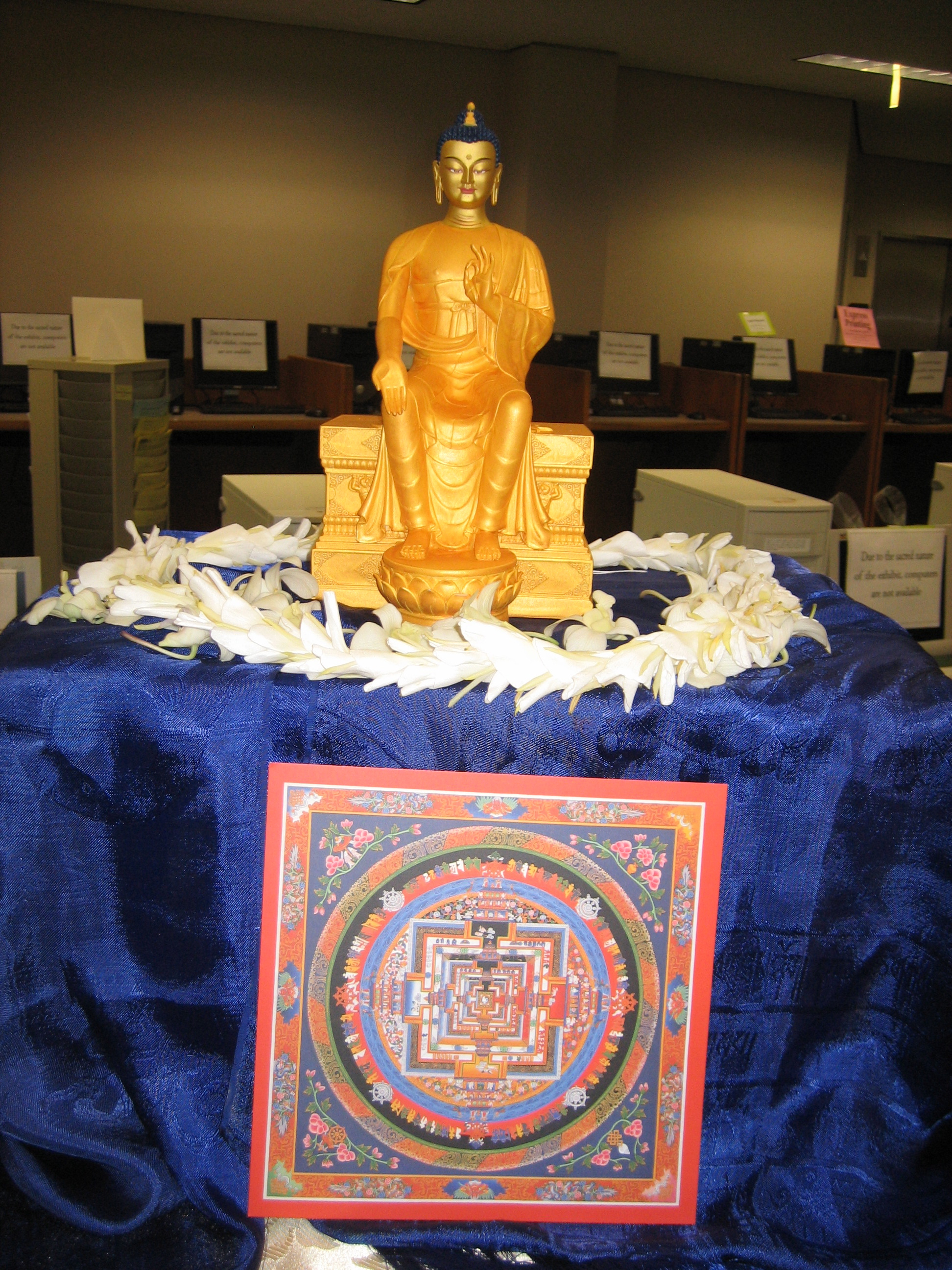
Statue de Maitreya liée au projet, 2008

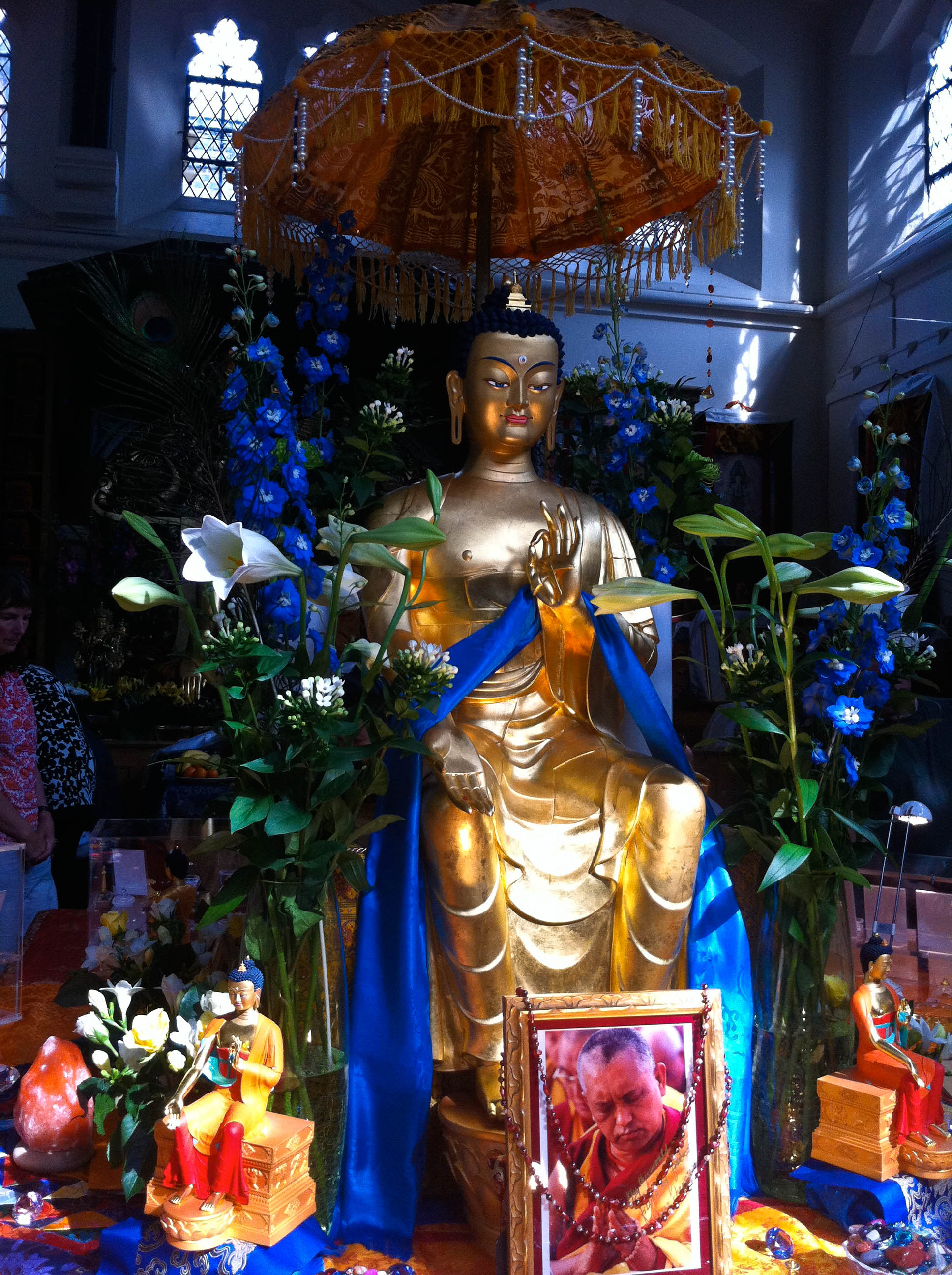
Statue de Maitreya liée au projet, Jamyang Buddhist centre à Londres, 2010

Le Projet Maitréya est une organisation internationale, fonctionnant depuis 1990
,
établie pour construire une statue de 152 mètres du Bouddha Maitreya à Kushinagar, Uttar Pradesh en Inde,, ainsi que des infrastructures dédiées à l'éducation et aux soins pour la population locale. Le cahier des charges de la statue inclut une spécification pour une pérennité de mille ans.
Initialement le projet était remarquable par ses dimensions et son ampleur : la couverture de l'armature d'acier interne de la structure devait être d’ « approximativement 6 000 panneaux en aluminium-bronze provenant de moules de sable résine-adhérés ». Cependant, les plans ont évolué depuis 2018 pour s’orienter vers des constructions plus modestes.

## École du Projet d'Éducation Universelle
Le Projet vise à réaliser une école à Bodhgaya, dans le Bihar, en Inde.